# Wieszowa (stacja kolejowa)
Wieszowa – zlikwidowana stacja kolejowa w miejscowości Wieszowa, w województwie śląskim, w powiecie tarnogórskim, w gminie Zbrosławice, w Polsce. Została otwarta w dniu 7 października 1928 roku razem z linią kolejową z Zabrza Mikulczyc do Tworoga.